# Jack and the Beanstalk (film 1912 Kinemacolor)
Jack and the Beanstalk  è un cortometraggio muto del 1912 prodotto da Kinemacolor Company.
Si tratta del terzo adattamento cinematografico della popolare fiaba, Jack e la pianta di fagioli, dopo la versione del 1902 diretta da George S. Fleming e Edwin S. Porter e quella prodotta dalla Edison Manufacturing Company nel gennaio 1912. Protagonista del film è Thomas Carnahan Jr., uno dei più famosi attori bambini dell'epoca.

## Produzione
Il film fu prodotto negli Stati Uniti d'America dalla Kinemacolor Company.

## Distribuzione
Distribuito dalla Kinemacolor Company of America, il film uscì nelle sale cinematografiche USA nel novembre 1912.